# Gult støv
Gult støv er et årstidsbundet meteorologisk fænomen som rammer store dele af Østasien i forårsmånederne. Støvet kommer fra ørkenområderne i Mongoliet, det nordlige Kina og Kasakhstan, hvor kraftig vind og intensive støvstorme skaber tykke skyer af fine, tørre jordpartikler. Disse skyer føres med vinden mod øst og passerer over Kina, Nord- og Sydkorea, samt Japan og dele af det østlige Rusland. Undertiden kan vinden bære partiklerne meget langt. Koncentrationer, som påvirker luftkvaliteten er blevet målt så langt væk som i USA.

## Årsager
I Kina er miljøet blevet skadet på grund af alt for intensivt landbrug og kraftigt udbygget industri. Samtidig har man ikke overholdt kravene til luftens kvalitet. Oven i dette kommer omfattende afbrænding af kul uden ordentlig filtrering af udslippene. I Kasakhstan har en fejlslagen landbrugspolitik desuden tørlagt store dele af Aralsøen og blotlagt søbunden.
I det seneste årti er det gule støv blevet et alvorligt problem, bl.a. fordi det fører industriforurening med.

## Skadelige stoffer
Svovl, sod, aske, kulmonoxid og andre giftige stoffer, herunder aluminium og tungmetaller som kadmium, bly, zink, samt andre cancerfremkallende stoffer følger ofte med støvstormene, der også kan indeholde virus, bakterier, svampepartikler, bekæmpelsesmidler og ftalater. Forskere har været opmærksomme på at støvskyer kunne medføre bakterier og virus Ifølge mikrobiologen Dale W. Griffin har de fleste antaget at solens ultraviolette lys skulle sterilisere skyerne, men dette lader ikke til at ske. 

## Følger
I de ramte områder er der mindsket sigtbarhed og man ved at støvet forårsager en række sundhedsproblemer, herunder ondt i halsen og åndenød for ellers raske personer. Ved svære tilfælde anbefales det at man opholder sig så lidt som muligt udendørs. For personer som allerede lider af astma eller luftvejsinfektioner kan støvet være livsfarligt. Man har for et ramt område kunnet vise at støvet øgede dødeligheden med 1,7 %.
Trods at sandet i sig selv ikke er skadeligt for jordbunden, så medfører svovlindeholdet sur regn, som er skadeligt for landbruget. Desuden aflejres aske, sod og miljøfarlige tungmetaller samt farlig biologisk materiale, som dækker jorden og kan påvirke dyrkningen og grundvandet.
Støvvejret påvirker også de vilde dyr og deres adgang til føde, ligesom giftige tungmetaller ødelægger deres forplantningsevne. Koraldyr er særligt udsatte, og de giftige stoffer vandrer siden gennem fødekæden fra fisk til højere pattedyr.
En konsekvens af den mindskede sigtbarhed er indstillede flyvninger og trafikproblemer på vejene, ligesom forskellige udendørsaktiviteter rammes (i Japan har man således rapporteret om gulnet vasketøj). Alt dette fører til forringet økonomi i adskillige erhvervssektorer.
En notits i Korea Times giver et eksempel på økonomisk skade af det gule støv. Ifølge avisen kostede det 3 millioner won (ca. 22.000 kr.), 23 kubikmeter vand og 6 timers arbejde at rengøre én jumbojet for gult støv.

## Alvorlige globale konsekvenser
I Shanghai nåede luftkvalitetsindekset den 3. april 2007 værdien 500. I USA betragtes 300 som "risikabelt" og alt over 200 er "usundt". Tal som i 2007 er ikke observeret tidligere.
Udbredelsen af ørkenområderne i Kina er øget. 1.740.000 km² er tørkeramt og ødelægger levevilkårene for 400 millioner mennesker. De direkte økonomiske skadevirkninger i Kina anslås til 54 milliarder yuan, eller cirkan 48 milliarder kroner (2007) per år ifølge den kinesiske skovstyrelse SFA (State Forestry Administration). Disse tal er sandsynligvis stærkt undervurderede, da de alene omfatter de direkte konsekvenser og ikke følgevirkninger såsom medicinsk påvirkning, forurening osv.

## Mildning af skaderne
I de senere år har Sydkorea og Folkerepublikken Kina deltaget i forsøg med genplantning af skov i de områder, som er den primære kilde til det gule støv, dog ikke med nævneværdig virkning. I april 2006 registrerede sydkoreanske meteorologer den værste gule sandstorm i 4 år.
Japan har bidraget med penge, udrustning og know-how i forbindelse med installation af svovlfiltre i kulanlæg i Kina. Trods dette er der kun få anlæg, hvor filtrene er blevet installeret.
Kina har også, med international støtte, plantet træer i ørkenområder. Det oplyses at 12.000.000.000 træer er plantet, men i nogle områder er der så stærk vind at træerne blæser omkuld eller helt dækkes af sand. Det rapporteres også, at man flere steder har malet jorden grøn i stedet for at plante træer.
Et vellykket resultat rapporteres fra den kinesiske provins Ningxia ved den Gule Flods øvre løb. I naturbeskyttelsesområdet Shapotou har man bundet sandet ved at placere meterstore kvadratiske halmmåtter over 12 km² af Tengger-ørkenen.  Efter 4 år og med hjælp af kunstvanding har man haft held med at dyrke så meget vin, at man i kunne høste 10 ton druer til vinproduktion. Ørkenen mindsker med 7,3 % om året, men 57 % af Ningxia-provinsen er stadig ørken (pr. 2007).
Et problem i dette projekt er at vandforbruget fra den Gule Flod er så stort at der kommer til at mangle vand længere nede ad floden, hvor millioner af kinesere er afhængige af den som vandkilde. Dette fører naturligvis til protester. En anden fremtidig trussel er at gletsjerne i Tibet, hvor den Gule Flods kilder ligger, er ved at smelte bort på grund af drivhuseffekten.

## Lokale navne på fænomenet
Lokalbefolkningen har forskellige navne på støvskyerne, som alle oversættes til gult støv eller gult sand, for eksempel:
- "Hwang-sa" (황사, 黃沙/黃砂) på koreansk
- "Huangsha" （黄砂）på kinesisk
- "Hoàng Sa" (黄砂) på vietnamesisk
- "Kousa" (黄砂) på japansk

## Støvets sammensætning
En analyse af støvskyens bestanddele, udført i Kina 2001, viste høje koncentrationer af kisel (24 %–32 %), aluminium (5,9 %–7,4 %), kalcium (6,2 %–12 %) og jern. Flere slags giftige stoffer blev også konstateret. Tungere materialer, såsom de sundhedsskadelige kviksølv og kadmium som fremkommer ved afbrænding af kul, menes at falde ud af skyerne nærmere på kilderne i stedet for at blive ført med langt.
Sarah O'Hara ved University of Nottingham i England skriver imidlertid i tidsskriftet The Lancet at dette ikke betyder at effekterne er sværast nærmest disse kilder. Befolkning længere bort fra kilderne udsættes oftere för de små, næsten usynlige partikler, som de ubevidst kan ånde dybt ned i lungerne, mens større partikler er for store til at komme dybt ned i lungerne.  Når de fineste partikler er kommet ned i lungerne, kan de skade lungevævet og på langt sigt forårsage cancer og andre lungesygdomme.
I et amerikansk studie, hvor man undersøgte indholdet i sandstorme i Colorado, fandt man også kulmonooxid, som eventuelt kan stamme fra de industrialiserede områder i Asien.

## Historiske optegnelser
Nogle af de ældste optegnelser om sandstorme findes i antikke kinesiske kinesiska skrifter.  Man tror at den første kinesiske optegnelse om nedfald af gult støv findes i Zhu Shu JiNian, 竹书纪年, Bambuskrøniken. Der siges "帝辛五年，雨土于亳", som betyder "I Di Xins femte år  regnede det med støv i Bo". (Bo er en by i Henan-provinsen i Kina.)
Den ældste kendte optegnelse om nedfald af gult støv i Korea er fra år 174, under Silla-dynastiet. Støvet blev kaldt 雨土, "Woo-To" og man mente at det var sendt af en vred gud i stedet for regn eller sne.
Enkelte optegnelser om nedfald af gult støv forekommer også fra Baekje-, Koguryo- og Joseon-områderne.

## Eksterne links
- Asian Dust in Korea (set 2006—04—09)
- Ostapuk, Paul Asian Dust Clouds (set 2006—04—09)
- Kwon Ho-Jang et al.Effects of the Asian Dust Events on Daily Mortality in Seoul, Korea
- Carbon Monoxide Measurements in the Mongolian Desert Dust Cloud at Boulder Arkiveret 29. februar 2004 hos  Wayback Machine
- The Bibliography of Aeolian Research Arkiveret 7. juni 2017 hos  Wayback Machine
- Youngsin Chun and Soon-Ung Park, From Historical Records to Early Warning System opf Asian Dust (Hwangsa) in Korea